# 超級無敵獎門人
《超級無敵獎門人》（英語：Movie Buff Championship）香港無綫電視自1995年起推出的遊戲節目，獎門人系列首輯。「獎門人」、配搭兩位「獎老」，分別為「掌門人」和「長老」諧音。由曾志偉，率領陳小春、林曉峰主持。承襲《運財智叻星》，主持造型服裝荒誕、內容充滿低俗惡整性質，大受歡迎而添食至31集。陳小春後來外闖發展，由錢嘉樂補上。節目宗旨娛樂現場與家庭觀眾之餘，致力發掘老少咸宜、可用於派對遊戲。每集邀請藝人嘉賓分隊比賽贏取獎品，過程往往不顧形象狼狽奮身、甚至弄到滿臉忌廉，讓觀眾捧腹大笑。

## 節目資料
- 播出期間：1995年12月20日至1996年7月17日（第一至四集為逢星期三晚上21:55-23:05，第五集起改為逢星期三晚上22:30-23:30，金裝超級無敵獎門人為1996年4月28日晚上20:00-21:30）
- 主持：曾志偉、林曉峰、陳小春（1-19集及金裝）、錢嘉樂（21至31集）
- 集數 : 31
- 曾出現遊戲：超級無敵斷估（第1集）、超級無敵估估吓、超級無敵寫大字、超級無敵畫公仔、超級無敵大電視、超級無敵兵乓波、超級無敵估歌仔、超級無敵HAI/KIN DO ZO、超級無敵馬拉松、超級無敵跑馬仔、超級無敵風火輪、超級無敵擲骰仔、超級無敵偷喇偷喇偷喇、你死我活
  - 金裝超級無敵獎門人：金裝超級無敵寫大字、金裝超級無敵兵乓波、金裝超級無敵大電視、金裝超級無敵HAI DO ZO、金裝超級無敵馬拉松、金裝超級無敵擲骰仔、金裝超級無敵打排球
  - 海馬超級無敵獎門人之Super水運會：超級無敵估估吓、超級無敵兵乓波、超級無敵估歌仔、超級無敵冬蔭功、超級無敵大電視、超級無敵包剪揼、超級無敵氹氹轉、超級無敵馬拉松、超級無敵神仙索
- 「金裝超級無敵獎門人」除了為陳小春告別獎老一職而製作外，更為對撼當時亞洲電視的《香港電影金像獎頒獎典禮》。翌年無線電視重奪金像獎播映權。
- 「海馬超級無敵獎門人之Super水運會」為對撼當時亞洲電視的《亞洲小姐競選》。
- 此輯曾於中國南方電視臺綜藝頻道《超級搞搞震》節目中播放，但節目內容經過刪剪。
- 翡翠台於2017年1月8日至2月19日，重播此輯節目，但只重播了其中6集，包括第1、2、4、6、8集，以及金裝特別版。

## 每集內容

### 主持登場集數
有#指此集以嘉賓形式出現
| 主持   | 1 | 2 | 3 | 4 | 5 | 6 | 7 | 8 | 9 | 10 | 11 | 12 | 13 | 14 | 15 | 16 | 17 | 18 | 19 | 金裝 | 20 | 21 | 22 | 23 | 24 | 25 | 26 | 27 | 28 | 29 | 30 | 31 |
| ------ | - | - | - | - | - | - | - | - | - | -- | -- | -- | -- | -- | -- | -- | -- | -- | -- | ---- | -- | -- | -- | -- | -- | -- | -- | -- | -- | -- | -- | -- |
| 曾志偉 |   |   |   |   |   |   |   |   |   |    |    |    |    |    |    |    |    |    |    |      |    |    |    |    |    |    |    |    |    |    |    |    |
| 陳小春 |   | ☒ |   |   |   |   |   |   |   |    |    |    |    |    |    |    |    |    |    |      | ☒  | ☒  | ☒  | ☒  | ☒  | ☒  | ☒  | ☒  | ☒  | ☒  | ☒  | #  |
| 林晓峰 |   |   |   |   |   |   |   |   |   |    |    |    |    |    |    |    |    |    |    |      |    |    |    |    |    |    |    |    |    |    |    | #  |
| 錢嘉樂 | ☒ | ☒ | ☒ | ☒ | ☒ | ☒ | # | ☒ | ☒ | ☒  | ☒  | ☒  | ☒  | ☒  | ☒  | ☒  | ☒  | ☒  | ☒  | ☒    | ☒  |    |    |    |    |    |    |    |    |    |    | #  |

## 歌曲
- 主題曲：嘩
  - 作曲：唐奕聰、雷頌德、鄧建明
  - 填詞：黃偉文[2]
  - 編曲：唐奕聰
  - 主唱：曾志偉
  - 提供：正東唱片有限公司（CD：《正碟》、《正東6週年》）
  - 開始數句歌詞模仿當時陳慧琳、陳曉東等新晉歌手合唱的歌曲《打開天空》
- 插曲：十分過癮個癮呀（超級無敵馬拉松版）
  - 作曲、編曲：雷頌德
  - 填詞：黎文卓
  - 主唱：曾志偉
  - 提供：正東唱片有限公司（CD：《正吹東風》）

## 收視
此節目收視於1996年4月開始呈現顯著跌勢，由33點跌至24點，雖然該時期遭遇亞洲電視本港台收視甚佳的劇集《再見艷陽天》，但當時有收視分析認為亞洲電視安排國際台逢星期三晚間直播賽馬，再播映日本職業足球聯賽，吸納兩台中文頻道觀眾，才是影響此節目收視的關鍵因素。

## 爭議
第29集，藝人傅明憲在向來難度甚高的環節「超級無敵估歌仔」答中四題，最終與另一藝人劉丹成為最後贏家並在節目中奪得總值十數萬港元的禮物。有雜誌報道稱錄影前懷疑有節目職員暗中將答案交給傅明憲，無綫電視表示會徹查此事。